# Chrysoperla exotera
Chrysoperla exotera är en insektsart som först beskrevs av Navás 1914.  Chrysoperla exotera ingår i släktet Chrysoperla och familjen guldögonsländor. Inga underarter finns listade i Catalogue of Life.